# حاج آقا (قلعة خواجة)
حاج آقا (بالفارسية: حاجی آقا) هي منطقة سكنية تقع في إيران في محافظة خوزستان. يقدر عدد سكانها بـ 182 نسمة بحسب إحصاء 2016.